# Four Points by Sheraton
Four Points by Sheraton — международная сеть отелей, управляемая Marriott International, и ориентированая на деловых путешественников и небольшие конференций. По состоянию на 30 июня 2020 года Marriott управляла 291 отелем по всему миру под брендом Four Points by Sheraton с 53 054 номерами. Кроме того, было запланировал строительство ещё 130 отелей на 27 342 номера.

## История
В апреле 1995 года ITT Sheraton представил новый бренд компании — Four Points by Sheraton, заменивший собой отели Sheraton Inns. В 2000-х годах этот гостиничный бренд работал в средней ценовой категории с полным спектром услуг и управлял примерно 135 объектами в 15 странах, но в основном в США. В 1998 году Starwood купил ITT Sheraton и в 2000 году перезапустил их бренд Four Points by Sheraton как ведущую сеть высококлассных отелей для деловых путешественников и туристов. Отели запустили программу Best Brews, которая дает возможность попробовать местное крафтовое пиво.
В сентябре 2006 года Marriott купил Starwood и также получил права на бренд Four Points by Sheraton. После покупки Marriott провёл инвентаризацию отелей сети, модернизировал часть отелей и исключил из неё несоответствующие стандартам бренда. В сентябре 2023 года Marriott аннонсировал новый бренд Four Points Express by Sheraton, который будет ориентирован на рынок среднего класса в Европе, на Ближнем Востоке и в Африке. Его первый объект откроется в Лондоне в 2024 году.